# Simulium pseudequinum
Simulium pseudequinum es una especie de insecto del género Simulium, familia Simuliidae, orden Diptera.
Fue descrita científicamente por Seguy, 1921.